# Baker Street
 For alternative betydninger, se Baker Street (flertydig). (Se også artikler, som begynder med Baker Street)
Baker Street er en gade i den gamle del af London. Husnummeret 221 B er verdenskendt, selv om adressen og dens beboere aldrig har eksisteret. Baker Street 221 B blev nemlig Sherlock Holmes' adresse i London i de udødelige bøger af Sir Arthur Conan Doyle. Der findes derfor i dag i nummer 239 et Sherlock Holmes museum.
Baker Street tube station er også navnet på en station på Londons undergrundsbane (London Underground).
51°31′24″N 0°9′30″V / 51.52333°N 0.15833°V